# Mesobryobia parmata
Mesobryobia parmata är en spindeldjursart som beskrevs av Meyer 1974. Mesobryobia parmata ingår i släktet Mesobryobia och familjen Tetranychidae. Inga underarter finns listade i Catalogue of Life.